# Lidia Ivanova
Lidia Gavrilovna Ivanova-Kalinina (Russisch: Лидия Гавриловна Иванова-Калинина) (Moskou, 27 januari 1937) is een voormalig turnster uit de Sovjet-Unie.
Kalinina-Ivanova won tijdens de Olympische Zomerspelen 1956 de gouden medaille in de landenwedstrijd en de bronzen medaille in de landenwedstrijd draagbaar gereedschap.
Tijdens de wereldkampioenschappen 1958 in eigen land behaalde Kalinina-Ivanova de gouden medaille in de landenwedstrijd en de zilveren medaille op sprong.
Kalinina-Ivanova prolongeerde tijdens de Olympische Zomerspelen 1960 haar titel in de landenwedstrijd.
Kalinina-Ivanova was getrouwd met de voetballer Valentin Ivanov. Hun zoon Valentin Ivanov was een FIFA-scheidsrechter en vloot onder andere de wedstrijd Portugal - Nederland op het wereldkampioenschap voetbal 2006.

## Resultaten

### Olympische Zomerspelen
| Jaar | Plaats    | Resultaten                                            |
| ---- | --------- | ----------------------------------------------------- |
| 1956 | Melbourne | landenwedstrijd landenwedstrijd draagbaar gereedschap |
| 1960 | Rome      | landenwedstrijd 7e individuele meerkamp               |

### Wereldkampioenschappen
| Jaar | Plaats | Resultaten                                                                            |
| ---- | ------ | ------------------------------------------------------------------------------------- |
| 1958 | Moskou | Landenwedstrijd · op sprong · 6e meerkamp · 6e aan de brug · 6e op balk · 6e op vloer |
| 1962 | Praag  | Landenwedstrijd · 13e meerkamp                                                        |